# Гиземан, Вилли
Вилли Гиземан (нем. Willi Giesemann; 2 сентября 1937, Брауншвейг — 4 октября 2024) — западногерманский футболист, полузащитник.

## Карьера

### Клубная карьера
Во взрослом футболе дебютировал в 1956 году в команде «Вольфсбург», в составе которой принял участие в 57 играх и забил пять голов.
В 1959 году присоединился в состав команды «Бавария». Отыграл за клуб следующие четыре сезона своей карьеры, забив 13 голов в 114 матчах.
В сезоне 1963/64 Гиземан стал игроком клуба «Гамбург» и уже в августе выиграл Кубок Германии, отыграв в финале против «Боруссии», где все три гола забил Уве Зеелер. 6 июня 1965 года во время матча Гиземан получил травму и смог вернуться в игру лишь в конце октября. Он быстро вернулся в строй и собирался играть на чемпионате мира в 1966 году, но вновь получил травму. Последующая операция была неудачной, что привело к проблемам с коленом.
Завершил игровую карьеру в команде «Бармбек-Уленхорст», за которую выступал в течение 1968—1973 годов.

### Карьера в сборной
11 мая 1960 года дебютировал в официальных играх в составе национальной сборной ФРГ в товарищеском матче против Ирландии.
В составе сборной был участником чемпионата мира 1962 года в Чили, где принял участие в двух матчах против сборных Чили и Югославии.
Последний раз в составе сборной выходил на поле 6 июня 1965 года в товарищеском матче против Бразилии, где получил серьёзную травму.
Всего в составе сборной принял участие в 14 матчах, не забив ни одного гола.

### Смерть
Скончался 4 октября 2024 года в возрасте 87 лет.

## Достижения
«Гамбург»
- Обладатель Кубка Германии: 1963